# Sport Vereniging Juventus
L'Sport Vereniging Juventus és un club de futbol de la ciutat de Kralendijk, a Bonaire. Va ser fundat el 1973 a partir d'una escissió del club SV Vitesse.
El club va ser finalista del Campionat de les Antilles Neerlandeses de futbol els anys 1977, 1985, 1988, 1992, 2001 i 2008.

## Palmarès
- Lliga de Bonaire de futbol:[3]
  - 1976, 1977, 1984, 1984–85, 1987, 1989, 1992, 1994, 2004–05, 2007–08, 2009, 2010, 2012, 2013